# جف پیرسون
جف پیرسون (انگلیسی: Geoff Pierson؛ زادهٔ ۱۶ ژوئن ۱۹۴۹) یک بازیگر سینما، و هنرپیشه اهل ایالات متحده آمریکا است. وی از سال ۱۹۸۰ میلادی تاکنون مشغول فعالیت بوده‌است.
از فیلم‌ها یا برنامه‌های تلویزیونی که وی در آن نقش داشته است می‌توان به بچه جایگزین، جی. ادگار، جک و جیل و اطلس شورید: قسمت اول ، پشت خطوط دشمن، دو بیت و قرض گرفته شده اشاره کرد.